# Турко, Джулия
Джулия Турко, или Джулия Турко Лаццари (1848—1912) — итальянская баронесса, более известная как натуралист и писатель в своем родном Тренто. Она была замужем за болонским музыкантом Рафаэлло Лаццари.
В 1850-х годах Джулия писала для журнала Rivista delle signorine, где она опубликовала серию статей и рассказов под псевдонимом «Джакопо Турко» (Jacopo Turco). Здесь она начала серию работ, которые можно отнести к руководству по образу жизни для молодых женщин, и раскрыла достоинства путешествий, благотворительности, цветочного дизайна, натуральных лекарств и кулинарии.
Позже её культурные интересы привели её к поддержке художников и музыкантов как в её родном Тренто, так и в Венеции, где у баронессы также имелся дом.
Среди них был художник Эудженио Прати, давний друг, о котором дневник Турко повествует очень подробно. Другим был художник-натуралист Бартоломео Бецци, чья привязанность к родной земле является постоянным аспектом его жизни, и во время пребывания в Трентино он был частым гостем в культурном кругу баронессы Джулии Турко Лаццари в такой компании, как Эудженио Прати, Луиджи Ноно, Анджело Далл'Ока Бьянка и многих других художников, критиков, писателей и музыкантов.
К концу XIX века основное внимание Джулии было сосредоточено на гастрономии, и она собрала большую коллекцию рецептов и каталог, который вёлся между 1899 и 1901 годами с Пеллегрино Артузи. В 1904 году Артузи опубликовал практическое руководство для кухни, содержащее более 3000 рецептов и 150 таблиц, просто озаглавленное «Ecco il tuo libro di cucina» («Вот ваша кухонная книга»). Участие Турко было анонимным и было раскрыто только позже.